# جانی شفیلد
جانی شفیلد (انگلیسی: Johnny Sheffield؛ ۱۱ آوریل ۱۹۳۱ – ۱۵ اکتبر ۲۰۱۰) یک هنرپیشه اهل ایالات متحده آمریکا بود. وی بین سال‌های ۱۹۳۹ تا ۱۹۵۵ میلادی فعالیت می‌کرد.
از فیلم‌ها یا برنامه‌های تلویزیونی که وی در آن نقش داشته است می‌توان به نوت راکنی آمریکایی و بی‌تجربه‌ها اشاره کرد.